# Han Roos
Johannes Gerhard (Han) Roos (Harlingen, 19 april 1926 – Harderwijk, 8 maart 2010) was een Nederlandse militair. Hij was van 1980 tot 1985 bevelhebber der Landstrijdkrachten.
Roos trad direct na de Tweede Wereldoorlog in dienst bij het leger. Hij werd opgeleid tot officier en trad toe tot het regiment  Stoottroepen. Hij was onder meer compagniescommandant en bataljonscommandant van dit regiment. Hij bereikte de rang van luitenant-generaal der Infanterie en vervulde de functie van bevelhebber der Landstrijdkrachten.
Na zijn pensionering was hij tot 1991 voorzitter van de Koninklijke Nederlandse Vereniging 'Ons Leger'. Voor zijn betrokkenheid bij het regiment stoottroepen, ook na zijn pensionering, ontving hij bij zijn tachtigste verjaardag een blijk van waardering. Roos overleed in maart 2010 te Harderwijk 83-jarige leeftijd. Bij zijn begrafenis werd hem uitgeleide gedaan vanonder het vaandel van de stoottroepen.

## Onderscheidingen
- Commandeur in de Orde van Oranje-Nassau met de Zwaarden
- Ridder in de Orde van de Nederlandse Leeuw
- Onderscheidingsteken voor Langdurige Dienst als Officier, cijfer XXX
- Vierdaagsekruis
- Kruis voor de Tweedaagse Militaire Prestatietocht
- Commander in het Legioen van Verdienste
- Grote kruis van verdienste met Ster in de Orde van Verdienste van de Bondsrepubliek Duitsland
- De Bronzen Soldaat met bijbehorend gouden erekoord